# Кубок світу з біатлону 2016—2017, естафета, жінки
Змагання заліку жіночих естафет у програмі Кубку світу з біатлону 2016-2017 розпочалися 11 грудня 2016 року на другому етапі в словенській Поклюці й завершаться 5 березня 2017 року на сьомому етапі в корейському Пхьончхані. За підсумками сезону 2015-2016 свій титул найкращої естафетної команди відстоюватиме збірна Німеччини.

## Формат
В естафеті від кожної команди змагаються чотири біатлоністки, кожна з яких пробігає три кола загальною довжиною 6 км, виконуючи дві стрільби з положення лежачи й стоячи. На кожній стрільбі біатлоністка повинна влучити в п'ять мішеней. Для цього вона має 8 патронів, але спочатку в магазині тільки п'ять, додаткові патрони спортсменка повинна заряджати по одному. За кожну нерозбиту мішень біатлоністка повинна пробігти штрафне коло, завдовжки 150 м. Гонка проводиться із загальним стартом. Першу стрільбу першого етапу біатлоністки повинні виконувати на установках, визначених їхнім стартовим номером. Надалі біатлоністки виконують стрільбу з установки, яка відповідає поточному місцю в гонці.

## Призери попереднього сезону
| Медаль  | Країна    | Очки |
| ------- | --------- | ---- |
| Золото: | Німеччина | 235  |
| Срібло: | Україна   | 234  |
| Бронза: | Франція   | 228  |

## Переможці та призери етапів
| Етап:                                                              | Золото:                                                                         | Час                                                       | Срібло:                                                                | Час                                                       | Бронза:                                                                     | Час                                                       |
| Поклюка Протокол [Архівовано 12 грудня 2016 у Wayback Machine.]    | Німеччина Ванесса Гінц Франциска Гільдебранд Марен Гаммершмідт Лаура Дальмаєр   | 1:11:31.0 (0+1) (0+2) (0+0) (0+3) (0+0) (0+2) (0+1) (0+0) | Франція Анаїс Шевальє Жустін Бреза Селія Емоньє Марі Дорен-Абер        | 1:11:41.2 (0+0) (0+1) (0+1) (0+0) (0+0) (0+0)             | Україна Ірина Варвинець Юлія Джима Олена Підгрушна Анастасія Меркушина      | 1:12:08.8 (0+0) (0+0) (0+0) (0+1) (0+2) (0+0) (0+0) (0+0) |
| Рупольдинг [ Протокол]                                             | Німеччина Ванесса Гінц Марен Гаммершмідт Франциска Пройс Лаура Дальмаєр         | 1:09:53.0 (0+0) (0+1) (0+1) (0+1) (0+0) (0+2) (0+0) (0+1) | Франція Анаїс Шевальє Жустін Бреза Анаїс Бескон Селія Емоньє           | 1:09:56.5 (0+1) (0+0) (0+0) (0+3) (0+1) (0+2) (0+0) (0+0) | Норвегія Кайя Вейєн Ніколайсен Гілде Фенне Тіріл Екгофф Марте Олсбю         | 1:09:57.5 (0+0) (0+0) (0+1) (0+0) (0+0) (0+0)             |
| Антерсельва Протокол [Архівовано 24 січня 2017 у Wayback Machine.] | Німеччина Ванесса Гінц Марен Гаммершмідт Франциска Гільдебранд Лаура Дальмаєр   |                                                           | Франція Анаїс Шевальє Жустін Бреза Анаїс Бескон Марі Дорен-Абер        |                                                           | Італія Ліза Віттоцці Федеріка Санфіліппо Алексія Рунггальдьєр Доротея Вірер |                                                           |
| Чемпіонат світу, Гохфільцен                                        | Німеччина Ванесса Гінц Марен Гаммершмідт Франциска Гільдебранд Лаура Дальмаєр   | 1:11:16.6 (0+0) (0+2) (0+1) (0+3) (0+0) (0+0) (0+1) (0+2) | Україна Ірина Варвинець Юлія Джима Анастасія Меркушина Олена Підгрушна | 1:11:23.0 (0+0) (0+1) (0+1) (0+1) (0+1) (0+0) (0+0) (0+0) | Франція Анаїс Шевальє Селія Емоньє Жустін Бреза Марі Дорен-Абер             | 1:11:24.7 (0+0) (0+1) (0+0) (0+3) (0+3) (0+0) (0+0) (0+0) |
| Пхьончхан                                                          | Німеччина Надін Горхлер Марен Гаммершмідт Денізе Геррманн Франциска Гільдебранд | 1:07:35.6 (0+0) (0+1) (0+1) (0+1) (0+0) (1+3) (0+1) (0+0) | Норвегія Кайя Вейєн Ніколайсен Гільде Фенне Тіріл Екгофф Марте Олсбю   | 1:07:58.4 (0+1) (0+0) (0+1) (1+3) (0+2) (0+1)             | Чехія Джессіка Їслова Ева Пускарчикова Луціє Харватова Габріела Соукалова   | 1:07:58.5 (0+2) (0+2) (0+0) (0+0) (0+1) (1+3) (0+0) (0+1) |

## Нарахування очок
| Місце | 1  | 2  | 3  | 4  | 5  | 6  | 7  | 8  | 9  | 10 | 11 | 12 | 13 | 14 | 15 | 16 | 17 | 18 | 19 | 20 | 21 | 22 | 23 | 24 | 25 | 26 | 27 | 28 | 29 | 30 | 31 | 32 | 33 | 34 | 35 | 36 | 37 | 38 | 39 | 40 |
| ----- | -- | -- | -- | -- | -- | -- | -- | -- | -- | -- | -- | -- | -- | -- | -- | -- | -- | -- | -- | -- | -- | -- | -- | -- | -- | -- | -- | -- | -- | -- | -- | -- | -- | -- | -- | -- | -- | -- | -- | -- |
| Очки  | 60 | 54 | 48 | 43 | 40 | 38 | 36 | 34 | 32 | 31 | 30 | 29 | 28 | 27 | 26 | 25 | 24 | 23 | 22 | 21 | 20 | 19 | 18 | 17 | 16 | 15 | 14 | 13 | 12 | 11 | 10 | 9  | 8  | 7  | 6  | 5  | 4  | 3  | 2  | 1  |

## Таблиця
| #  | Команда        | ПОК | РУП | АНТ | ЧС | ПХН | Разом |
| -- | -------------- | --- | --- | --- | -- | --- | ----- |
|    | Німеччина      | 60  | 60  | 60  | 60 | 60  | 300   |
| 2  | Франція        | 54  | 54  | 54  | 48 | 38  | 248   |
| 3  | Україна        | 48  | 43  | 43  | 54 | 36  | 224   |
| 4  | Норвегія       | 40  | 48  | 30  | 30 | 54  | 202   |
| 5  | Чехія          | 43  | 38  | 25  | 43 | 48  | 197   |
| 6  | Італія         | 29  | 40  | 48  | 40 | 40  | 197   |
| 7  | Швеція         | 34  | 36  | 36  | 38 | 43  | 187   |
| 8  | Білорусь       | 32  | 34  | 38  | 32 | 31  | 167   |
| 9  | Росія          | 38  | 28  | 40  | 31 | 29  | 166   |
| 10 | Польща         | 36  | 25  | 29  | 36 | 28  | 154   |
| 11 | Швейцарія      | 31  | 27  | 31  | 28 | 30  | 147   |
| 12 | Казахстан      | 27  | 30  | 26  | 29 | 32  | 144   |
| 13 | Канада         | 30  | 31  | 23  | 25 | 34  | 143   |
| 14 | Словаччина     | 25  | 29  | 27  | 34 | 26  | 141   |
| 15 | Австрія        | 26  | 32  | 32  | —  | 25  | 115   |
| 16 | Японія         | 22  | 26  | 21  | 21 | 24  | 114   |
| 17 | Фінляндія      | 28  | 21  | 34  | 26 | —   | 109   |
| 18 | Болгарія       | 24  | 22  | 22  | 19 | 22  | 109   |
| 19 | США            | —   | 24  | 28  | 27 | 27  | 106   |
| 20 | Південна Корея | 20  | 20  | 20  | 23 | 23  | 106   |
| 21 | Литва          | 21  | 19  | 19  | 20 | 20  | 99    |
| 22 | Естонія        | 19  | 18  | 18  | 22 | 21  | 98    |
| 23 | КНР            | —   | 23  | 24  | —  | —   | 47    |
| 23 | Словенія       | 23  | —   | —   | 24 | —   | 47    |
| 25 | Румунія        | 18  | —   | —   | —  | —   | 18    |